# Günzel II van Schwerin
Günzel II van Schwerin ook bekend als Günzelin II († tussen 14 december 1220 en 28 februari 1221) was van 1194 tot 1221 graaf van Schwerin.

## Levensloop
Hij was de derde of vierde zoon van graaf Günzel I van Schwerin en Oda van Lüchow. Na de dood van zijn vader in 1185 werd zijn oudste broer Helmhold I graaf van Schwerin, maar in 1194 deed hij troonsafstand. Daarna werden Günzel II en zijn oudere of jongere broer Hendrik I gezamenlijk graaf van Schwerin.
Als graaf van Schwerin hield Günzel zich enkel bezig met aangelegenheden die zijn graafschap betroffen, en met de handel met Denemarken. Zijn laatste oorkonde dateert van 14 december 1220 en betrof zijn erfenis in verwachting van zijn nakende dood en na zijn dood ging zijn deel van Schwerin naar koning Waldemar II van Denemarken.
Günzel was gehuwd met een zekere Oda, wier afkomst niet bekend is. Zij kregen een dochter, die vermoedelijk verloofd was met graaf Nicolaas I van Werle.